# Roy Andrew Miller
Roy Andrew Miller (Winona, Minnesota, 1924. szeptember 5. – Honolulu, 2014. augusztus 22.) amerikai nyelvész, főként a japán és koreai nyelveket az altaji nyelvcsalád tagjai közé soroló munkásságáról ismert.

## Életrajz
Miller 1924. szeptember 5-én született a Minnesota állambeli Winona városában Andrew és Jessie Miller gyermekeként. 1953-ban Ph.D. fokozatot szerzett kínai és japán nyelvből a new york-i Columbia University-n. Korai munkáiban leginkább a kínai és a tibeti nyelvekkel foglalkozott, 1969-ben szócikket írt az Encyclopaedia Britannica lexikonba a délkelet-ázsiai tibeto-burmai nyelvekről. 1955 és 1963 között a tokiói International Christian University nyelvészprofesszora volt, majd a Yale egyetemen tanított, ahol 1964 és 1970 között a The Department of East and South Asian Languages and Literatures elnöke volt. 1970-től 1989-ig hasonló pozícióban volt alkalmazva a seattle-i University of Washington-ban. Később Európában tanított, legfőképp Németországban és a skandináv országokban. Munkássága nagy részében a japán nyelvvel foglalkozott. Jelentősebb műveiként említhető például az A Japanese Reader c. 1963-as tankönyv, a The Japanese Language (1967), a Japanese and the Other Altaic Languages (1971), valamint a Nihongo: In Defense of Japanese (1986). Későbbi munkásságában kiterjesztette elméletét, és a japánnal együtt a koreai nyelvet is az altaji nyelvek közé sorolta. Legjelentősebb munkája a témában: Languages and History: Japanese, Korean, and Altaic (1996). Élete során több jelentős japanológiai folyóiratban jelentek meg publikációi, olyanokban mint pl. a Journal of the American Oriental Society, vagy a Magyar Tudományos Akadémia gondozásában megjelent Acta Orientalia Academiae Scientiarum Hungaricae-ban. 1981-ben mintegy 35 oldalas kritikát írt Kazár Lajos magyar nyelvész, japanológus, a Kodzsiki magyarra fordítója hipotézisével szemben, melyben Kazár az uráli nyelvek és a japán között keresi a párhuzamot. Kazár ugyanazon folyóirat 1984-85-ös számában válaszolt.
Magyar nyelven ezidáig nem jelent meg műve. 

## Válogatott művei

### Könyvek
- 1967a. The Japanese Language. Tokyo: Charles E. Tuttle.
- 1971. Japanese and the Other Altaic Languages. Chicago: University of Chicago Press. ISBN 0-226-52719-0
- 1976. Studies in the Grammatical Tradition in Tibet. Amsterdam: John Benjamins.
- 1980. Origins of the Japanese Language: Lectures in Japan during the Academic Year 1977–78. Seattle: University of Washington Press. ISBN 0-295-95766-2
- 1982. Japan's Modern Myth: The Language and Beyond. Tokyo: John Weatherhill Inc. ISBN 0-8348-0168-X
- 1986. Nihongo: In Defence of Japanese. London: Athlone Press. ISBN 0-485-11251-5
- 1993. Prolegomena to the First Two Tibetan Grammatical Treatises. (Wiener Studien zur Tibetologie und Buddhismuskunde 30.) Vienna: Arbeitskreis für Tibetische und Buddhistische Studien Universität Wien.
- 1996. Languages and History: Japanese, Korean and Altaic. Oslo: Institute for Comparative Research in Human Culture. ISBN 974-8299-69-4.

### Cikkek
- 1955a. "Studies in spoken Tibetan I: Phonemics." Journal of the American Oriental Society 75: 46–51.
- 1955c. "Notes on the Lhasa dialect of the early ninth century." Oriens 8: 284–291.
- 1955d. "The significance for comparative grammar of some ablauts in the Tibetan number-system". T'oung-pao 43: 287–296.
- 1955e. "The Independent Status of Lhasa dialect within Central Tibetan." Orbis 4.1: 49-55.
- 1956. "Segmental diachronic phonology of a Ladakh (Tibetan) dialect." Zeitschrift der Deutschen Morganländischen Gesellschaft 106: 345–362.
- 1956. "The Tibeto-Burman ablaut system." Transactions of the International Conference of Orientalists in Japan / Kokusai Tōhō Gakusha Kaigi kiyō 1: 29–56.
- 1957. "The phonology of the Old Burmese vowel system as seen in the Myazedi inscription." Transactions of the International Conference of Orientalists in Japan / Kokusai Tōhō Gakusha Kaigi kiyō 2: 39–43.
- 1962. "The Si-tu Mahapandita on Tibetan phonology." 湯浅八郎博士古稀記念論文集 / Yuasa Hachirō hakushi koki kinen ronbunshu / To Dr. Hachiro Yuasa; A Collection of Papers Commemorating His Seventieth Anniversary, 921–933. Tokyo: 国際基督教大学 / Kokusai Kirisutokyō Daigaku.
- 1966. "Early evidence for vowel harmony in Tibetan." Language 42: 252–277.
- 1967b. "Old Japanese phonology and the Korean–Japanese relationship."
- 1967c. "Some problems in Tibetan transcription of Chinese from Tun-huang." Monumenta Serica 27: 123–148 (publ. 1969).
- 1978, "Is Tibetan genetically related to Japanese?", in: Proceedings of the Csoma de Körös memorial Symposium, ed. L. Ligeti, Budapest 1978, pp. 295– 312.)
- 2002. "The Middle Mongolian vocalic hiatus." Acta Orientalia Academiae Scientiarum Hungaricae 55.1–3: 179–205.
- 2008 "The Altaic Aorist in *-Ra in Old Korean." Lubotsky, Alexander, ed. Evidence and counter-evidence : essays in honour of Frederik Kortlandt Amsterdam: Rodopi. (Studies in Slavic and general linguistics; 32-33) 267-282.

### Kritikák, szemlék
- 1955b. Review of 稻葉正就 Inaba Shōju, チベット語古典文法学 / Chibettogo koten bunpōgaku [Classical Tibetan Language Grammatical Studies] Kyoto: 法藏館 Hōzōkan, 1954 (昭和 Shōwa 29). Language 31: 481–482.
- 1968. Review of András Róna-Tas, Tibeto-Mongolica: The Loanwords of Mongour and the Development of the Archaic Tibetan Dialects (Indo-Iranian Monographs 7), The Hague: Mouton, 1966. In Language 44.1: 147–168.
- 1970. Review of R. Burling’s Proto-Lolo-Burmese. Indo-Iranian Journal 12 (1970), 146-159.
- 1974. "Sino-Tibetan: Inspection of a Conspectus." Journal of the American Oriental Society 94.2: 195-209.
- 1981. "Review: Japanese and the Other Uralic Languages?: Japanese-Uralic Language Comparison; Locating Japanese Origins with the Help of Samoyed, Finnish, Hungarian, etc.: An Attempt by Lajos Kazár". The Journal of the Association of Teachers of Japanese Vol. 16, No. 2 (Nov., 1981), pp. 166–199
- 1982. "Linguistic issues in the study of Tibetan Grammar." Wiener Zeitschrift für die Kunde Südasiens und Archiv für indische Philosophie 26: 86-116.
- 1994. "A new grammar of written Tibetan." Review of Stephen Beyer, The Classical Tibetan Language, Albany: State University of New York Press, 1992. Journal of the American Oriental Society 114.1: 67–76.
- 2001 Review of Philip Denwood, "Tibetan", (London Oriental and African Language Library, vol. 3). Philadelphia: John Benjamins, 1999. Journal of the American Oriental Society 121.1:125–128.

## Fordítás
- Ez a szócikk részben vagy egészben  a   Roy Andrew Miller című angol Wikipédia-szócikk fordításán alapul.  Az eredeti cikk szerkesztőit annak laptörténete sorolja fel. Ez a jelzés csupán a megfogalmazás eredetét és a szerzői jogokat jelzi, nem szolgál a cikkben szereplő információk forrásmegjelöléseként.